# لورنزو گونلی
لورنزو گونلی (انگلیسی: Lorenzo Gonnelli؛ زادهٔ ۲۸ ژوئن ۱۹۹۳) بازیکن فوتبال اهل ایتالیا است.
از باشگاه‌هایی که در آن بازی کرده‌است می‌توان به باشگاه فوتبال لیورنو اشاره کرد.